# Marie von Geldern-Egmond
Marie von Geldern-Egmond, geborene Antonia Feodora Marie Gräfin von Geldern-Egmond (auch Egmont), verh. Mezger (auch Mezger-Geldern), verh. Stadler (* 4. Februar 1875 in Ansbach; † 8. April 1970 in München) war eine deutsche Kunstgewerblerin und Innenarchitektin.

## Leben
Marie von Geldern-Egmond entstammte den Freiherren und Grafen von Geldern-Egmont, einer Bastardlinie des herzöglichen Hauses Egmond-Geldern. Sie war die Tochter von Luise von Geldern-Egmond, geb. Luz (1846–1938) und dem Königlich bayerischer Oberstleutnant Eugen Otto Ludwig Gottfried Graf von Geldern-Egmond (1849–1912). Sie hatte eine jüngere Schwester, Bertha Mathilde Erika Elsa von Geldern-Egmond, verh. Gosse (geb. 1878) sowie eine Zwillingsschwester, die Malerin Mathilde Elisabeth Luise Henriette von Geldern-Egmond (1875–1954).
An der Damen-Akademie des Münchner Künstlerinnen-Vereins studierte Geldern-Egmond bei Maximilian Dasio. Später lernte und arbeitete sie in Berlin, im Atelier von Paul Schultze-Naumburg. Aus dieser Zeit sind von ihr Entwürfe für Textilien, Reformmode und Möbel bekannt. 1902 kreiert sie Arbeiten als Modedesignerin für das Berliner Kaufhaus Gerson und als Möbeldesignerin und Innenarchitektin für die Deutschen Werkstätten Hellerau. Felix Chommichaux schrieb über sie: „Ausschlaggebend für die Bewertung ihres Schaffens ist (…) das starke Gefühl für Architektonik der Möbel und Räume, das auf den ersten Blick fesselt“. Geldern-Egmonds Möbelentwürfe stehen in der Ausstellung der Dresdner Werkstätten für Handwerkskunst 1903/04 mit ihrer Klarheit und Strenge für die Abkehr von historistischen Tendenzen sowie von den Einflüssen des Jugendstils.
In erster Ehe heiratete sie am 28. Juni 1904 den Kaufmann Max Mezger und trug den Doppelnamen Mezger-Geldern. In der Zeit bis zur Scheidung 1918 wechselte das Paar häufig den Lebensmittelpunkt und unternahm ausgedehnte Reisen. Die gemeinsame Tochter wurde 1905 in Madagaskar geboren. Nach der Scheidung erhielt Geldern-Egmond, wie sie sich dann wieder nannte, das Sorgerecht für ihre Tochter. Das Recht der gesetzlichen Vertretung erhielt sie nicht.
Zwischen 1908 und 1910 lebte die Familie in Saint-Cloud bei Paris. Mezger-Geldern arbeitete damals von ihrer Wohnung aus für verschiedene Auftraggeber in Deutschland. Zu nennen ist beispielsweise das Architekturbüro Paul Würzler-Klopsch in Leipzig, für die sie Möbel und Inneneinrichtungen entwickelte. 1910 entwarf sie Kindertapeten für den Berliner Verlag Hollerbaum & Schmidt. Sie arbeitete weiter für das Dresdner Kaufhaus Renner und den Gründer der Dresdner Werkstätten Karl Schmidt, die um 1910 künstlerische Reformkleider über das Modehaus und ab 1912 zusätzlich in einen Ausstellungsraum in Hellerau vertrieben. Zu den 1912er Modeartikeln gehörten Kinderkleider, Hüte und Damenschuhe.
Nach der Pariser Zeit war Mezger-Geldern kurz in Dresden-Hellerau wohnhaft. Für die Deutschen Werkstätten fertigte sie ab 1910 nach mehrjähriger Pause wieder Möbelentwürfe, sowohl für handgefertigte Möbel als auch für das Maschinenmöbel-Programm Das Deutsche Hausgerät. Ihr Name und die Namen der weiteren Kunstschaffenden wurden in den Katalogen und Preisbüchern der Deutschen Werkstätten regelmäßig genannt, was in der Branche nur teilweise üblich für Männer und unüblich für Frauen war. Die Entlohnung erfolgte in diesem Betrieb für Mezger-Geldern in gleicher Höhe wie bei den männlichen Kollegen. Sie und Gestalterinnen wie Gertrud Kleinhempel und Margarete Junge trugen maßgeblich zum Erfolg der Dresdner Werkstätten bei.
Nach einem Umzug nach München umfasste ihr Arbeitsgebiet wieder Möbel, Frauenkleidung und Stickereien. Ihr Stil wurde als reduziert mit geradliniger Formsprache sowie als kompromisslos modern beschrieben. Die Möbelentwürfe waren oftmals symmetrisch aufgebaut.
Geldern-Egmond war Mitglied im Deutschen Werkbund und dem 1913 von Ida Dehmel gegründeten Bund Niederdeutscher Künstlerinnen, der 1926 in der GEDOK aufging. Sie präsentierte ihre Arbeiten in kunstgewerblichen Ausstellungen und zeitgenössischen Kunstzeitschriften.
1916 meldet sie ein eigenes Gewerbe an. In den Kriegsjahren liefen ihre Möbelentwürfe schlecht und sie erzielte ihr Haupteinkommen mit Textilien. 1921, ein Jahr nach der Heirat mit dem Plakatkünstler Karl Maria Stadler (1888-1943), meldete sie ihr Gewerbe ab. 1928, im Jahr der Scheidung von Stadler, meldete Geldern-Egmond erneut ein Gewerbe für die Herstellung von kunstgewerblichen Arbeiten und Modeartikeln an.

## Ausstellungen (Auswahl)
- 1900: Ausstellung moderner Kunst-Stickereien in der Großh. Centralstelle für die Gewerbe in Darmstadt[2]
- 1902: Kostüm-Ausstellungen zu Berlin und Wiesbaden[3]
- 1902: Die Ausstellung der neuen Frauentracht im Hohenzollern-Kunstgewerbehaus zu Berlin[4]
- 1903: Winter-Ausstellung der Dresdener Werkstätten für Handwerks-Kunst von Schmidt & Müller, Dresden[5]

## Werkstücke (Auswahl)
- 1900: Gestickte Buch-Einband-Decke[6]
- 1902: Hauskleid, ausgeführt v. Gerson-Berlin.[7]
- 1902: Gesellschaftskleid[8]
- 1902: Eckschrank in rotem Mahagoni-Holz[9]
- 1902: Schrank in hellem Ahorn-Holz[10]
- 1902: Partie aus einem Schlaf-Zimmer. Wasch-Tisch aus poliertem weißen Ahorn-Holz[11]
- 1902: Schränkchen in poliertem Kirschbaum-Holz[12]
- 1902: Standuhr in poliertem Kirschbaum-Holz[13]
- 1902: Partie eines Rauch- und Spiel-Zimmers[14]
- 1903: Entwurf zu einem Kamin[15]
- 1903: Speise-Zimmer in gebeiztem Mahagoni[16]
- 1908: Gesellschaftskleid[17]
- 1908: Wohnraum der Frau Theaterdirektor Robert Volkner in Leipzig[18]
- 1908: Vorplatz einer Wohnung in Leipzig, Paul Würzler-Klopsch und Marie Gräfin von Geldern-Egmond,[19]
- 1909: Vitrine im Damenzimmer Frau V. Zitronenholz mit feuervergoldeten Beschlägen (versehentlich Arch. P. Würzeler-Klopsch zugeschrieben)[20]
- 1909: Schreibtisch und Sessel aus dem Damen-Zimmer (versehentlich Arch. P. Würzeler-Klopsch zugeschrieben)[21]